# Bahrein a 2020. évi nyári olimpiai játékokon
Bahrein a japán Tokióban megrendezett 2020. évi nyári olimpiai játékok egyik részt vevő nemzete volt. Az országot az olimpián 5 sportágban 32 sportoló képviselte, akik összesen 1 érmet szereztek.

## Érmesek
| Érem  | Versenyző          | Sportág  | Versenyszám  |
| ----- | ------------------ | -------- | ------------ |
| Ezüst | Kalkidan Gezahegne | Atlétika | Női 10 000 m |

## Atlétika
Férfi
| Versenyző            | Versenyszám    | Előfutam      | Előfutam      | Előfutam      | Elődöntő | Elődöntő | Elődöntő | Döntő         | Döntő         |
| Versenyző            | Versenyszám    | Idő           | Hely.         | Össz.         | Idő      | Hely.    | Össz.    | Idő           | Helyezés      |
| -------------------- | -------------- | ------------- | ------------- | ------------- | -------- | -------- | -------- | ------------- | ------------- |
| Sadik Mikhou         | 1500 m         | 3:42,87       | 8.            | 34.           | kiesett  | kiesett  | kiesett  | kiesett       | kiesett       |
| Birhanu Balew        | 5000 m         | 13:39,42      | 5.            | 16.           |          |          |          | 13:03,20      | 6.            |
| Dawit Fikadu         | 5000 m         | 13:44,03      | 14.           | 26.           |          |          |          | 13:20,24      | 15.           |
| John Kibet Koech     | 3000 m akadály | nem ért célba | nem ért célba | nem ért célba |          |          |          | kiesett       | kiesett       |
| Alemu Bekele         | Maraton        |               |               |               |          |          |          | nem ért célba | nem ért célba |
| Shumi Dechasa        | Maraton        |               |               |               |          |          |          | nem ért célba | nem ért célba |
| El Hassan El-Abbassi | Maraton        |               |               |               |          |          |          | kizárták      | kizárták      |

| Versenyző           | Versenyszám | Selejtező | Selejtező | Döntő    | Döntő    |
| Versenyző           | Versenyszám | Eredmény  | Helyezés  | Eredmény | Helyezés |
| ------------------- | ----------- | --------- | --------- | -------- | -------- |
| Abdelrahman Mahmoud | Súlylökés   | 20,14 m   | 22.       | kiesett  | kiesett  |

Női
| Versenyző          | Versenyszám    | Előfutam | Előfutam | Előfutam | Elődöntő | Elődöntő | Elődöntő | Döntő         | Döntő         |
| Versenyző          | Versenyszám    | Idő      | Hely.    | Össz.    | Idő      | Hely.    | Össz.    | Idő           | Helyezés      |
| ------------------ | -------------- | -------- | -------- | -------- | -------- | -------- | -------- | ------------- | ------------- |
| Kalkidan Gezahegne | 10 000 m       |          |          |          |          |          |          | 29:56,18      |               |
| Aminat Yusuf Jamal | 400 m gát      | 55,90    | 7.       | 25.      | kiesett  | kiesett  | kiesett  | kiesett       | kiesett       |
| Winfred Yavi       | 3000 m akadály | 9:10,80  | 1.       | 1.       |          |          |          | 9:19,74       | 10.           |
| Eunice Chumba      | Maraton        |          |          |          |          |          |          | 2:29:36       | 7.            |
| Tejitu Daba        | Maraton        |          |          |          |          |          |          | nem ért célba | nem ért célba |

## Kézilabda

### Férfi
| Bahreini férfi kézilabdacsapat-játékoskeret | Bahreini férfi kézilabdacsapat-játékoskeret                                                                                 |
| --- | --- |
| - Mohamed Abdulhusain - Ali Abdulla Eid - Mohamed Abdulredha - Ahmed Al-Maqabi - Hasan Al-Samahiji - Husain Al-Sayyad - Bilal Basham - Mohamed Habib | - Ahmed Jalal - Husain Mahfoodh - Komail Mahfoodh - Ali Merza - Mohamed Merza - Hassan Mirza - Mohamed Mohamed - Mahdi Saad |
| Szövetségi kapitány: Aron Kristjánsson | |

#### Eredmények
Csoportkör
B csoport
| Hely. | Csapat           | M | Gy | D | V | G+  | G–  | Gk  | P | Továbbjutás |
| ----- | ---------------- | - | -- | - | - | --- | --- | --- | - | ----------- |
| 1.    | Dánia (DEN)      | 5 | 4  | 0 | 1 | 174 | 139 | +35 | 8 | Negyeddöntő |
| 2.    | Egyiptom (EGY)   | 5 | 4  | 0 | 1 | 154 | 134 | +20 | 8 | Negyeddöntő |
| 3.    | Svédország (SWE) | 5 | 4  | 0 | 1 | 144 | 142 | +2  | 8 | Negyeddöntő |
| 4.    | Bahrein (BRN)    | 5 | 1  | 0 | 4 | 129 | 149 | −20 | 2 | Negyeddöntő |
| 5.    | Portugália (POR) | 5 | 1  | 0 | 4 | 143 | 156 | −13 | 2 |             |
| 6.    | Japán (JPN) (R)  | 5 | 1  | 0 | 4 | 146 | 170 | −24 | 2 |             |

1. 1 2 3  Dánia 2 pont, +2 gk; Egyiptom 2 pont, 0 gk, Svédország 2 pont, −2 gk
2. 1 2 3  Bahrein 2 pont, +1 gk; Portugália 2 pont, 0 gk, Japán 2 pont, −1 gk

| 2021. július 24. 14:15 (7:15) | Svédország (SWE) | 32–31       | Bahrein (BRN) | Jojogi Nemzeti Sportcsarnok, Tokió Játékvezetők: Brunner, Salah (SUI) |
| 2021. július 24. 14:15 (7:15) | Wanne 13         | (16–18)     | Habib 6       | Jojogi Nemzeti Sportcsarnok, Tokió Játékvezetők: Brunner, Salah (SUI) |
| 2021. július 24. 14:15 (7:15) | 3× 1×            | Jegyzőkönyv | 5× 1×         | Jojogi Nemzeti Sportcsarnok, Tokió Játékvezetők: Brunner, Salah (SUI) |

| 2021. július 26. 19:30 (12:30) | Bahrein (BRN) | 25–26       | Portugália (POR) | Jojogi Nemzeti Sportcsarnok, Tokió Játékvezetők: Schulze, Tönnies (GER) |
| 2021. július 26. 19:30 (12:30) | Habib 8       | (15–14)     | Portela 6        | Jojogi Nemzeti Sportcsarnok, Tokió Játékvezetők: Schulze, Tönnies (GER) |
| 2021. július 26. 19:30 (12:30) | 4× 1×         | Jegyzőkönyv | 5× 1×            | Jojogi Nemzeti Sportcsarnok, Tokió Játékvezetők: Schulze, Tönnies (GER) |

| 2021. július 28. 9:00 (2:00) | Dánia (DEN) | 31–21       | Bahrein (BRN)  | Jojogi Nemzeti Sportcsarnok, Tokió Játékvezetők: Horáček, Novotný (CZE) |
| 2021. július 28. 9:00 (2:00) | Hansen 6    | (12–7)      | négy játékos 3 | Jojogi Nemzeti Sportcsarnok, Tokió Játékvezetők: Horáček, Novotný (CZE) |
| 2021. július 28. 9:00 (2:00) | 1×          | Jegyzőkönyv | 3× 3×          | Jojogi Nemzeti Sportcsarnok, Tokió Játékvezetők: Horáček, Novotný (CZE) |

| 2021. július 30. 11:00 (4:00) | Bahrein (BRN)      | 32–30       | Japán (JPN) | Jojogi Nemzeti Sportcsarnok, Tokió Játékvezetők: Raluy, Sabroso (ESP) |
| 2021. július 30. 11:00 (4:00) | Al-Sayyad, Habib 7 | (17–16)     | Motoki 7    | Jojogi Nemzeti Sportcsarnok, Tokió Játékvezetők: Raluy, Sabroso (ESP) |
| 2021. július 30. 11:00 (4:00) | 4× 2×              | Jegyzőkönyv | 4×          | Jojogi Nemzeti Sportcsarnok, Tokió Játékvezetők: Raluy, Sabroso (ESP) |

| 2021. augusztus 1. 11:00 (4:00) | Egyiptom (EGY) | 30–20       | Bahrein (BRN) | Jojogi Nemzeti Sportcsarnok, Tokió Játékvezetők: Raluy, Sabroso (ESP) |
| 2021. augusztus 1. 11:00 (4:00) | El-Ahmar 5     | (15–7)      | Habib 4       | Jojogi Nemzeti Sportcsarnok, Tokió Játékvezetők: Raluy, Sabroso (ESP) |
| 2021. augusztus 1. 11:00 (4:00) | 2× 2×          | Jegyzőkönyv | 1× 1×         | Jojogi Nemzeti Sportcsarnok, Tokió Játékvezetők: Raluy, Sabroso (ESP) |

Negyeddöntő
| 2021. augusztus 3. 9:30 (2:30) | Franciaország (FRA) | 42–28       | Bahrein (BRN) | Jojogi Nemzeti Sportcsarnok, Tokió Játékvezetők: Lah, Sok (SLO) |
| 2021. augusztus 3. 9:30 (2:30) | Mahé 9              | (21–14)     | Al-Sayyad 5   | Jojogi Nemzeti Sportcsarnok, Tokió Játékvezetők: Lah, Sok (SLO) |
| 2021. augusztus 3. 9:30 (2:30) | 3×                  | Jegyzőkönyv | 5× 2×         | Jojogi Nemzeti Sportcsarnok, Tokió Játékvezetők: Lah, Sok (SLO) |

| Csapat        | Helyezés |
| ------------- | -------- |
| Bahrein (BRN) | 8.       |

## Ökölvívás
Férfi
| Versenyző     | Versenyszám     | Selejtező                       | Nyolcaddöntő      | Negyeddöntő       | Elődöntő          | Döntő             | Helyezés |
| Versenyző     | Versenyszám     | Ellenfél Eredmény               | Ellenfél Eredmény | Ellenfél Eredmény | Ellenfél Eredmény | Ellenfél Eredmény | Helyezés |
| ------------- | --------------- | ------------------------------- | ----------------- | ----------------- | ----------------- | ----------------- | -------- |
| Danis Latypov | Szupernehézsúly | Mahammad Abdullayev (AZE) · 1–3 | kiesett           | kiesett           | kiesett           | kiesett           | 16.      |

## Sportlövészet
Női
| Versenyző      | Versenyszám | Selejtező | Selejtező | Döntő   | Döntő    |
| Versenyző      | Versenyszám | Pont      | Helyezés  | Pont    | Helyezés |
| -------------- | ----------- | --------- | --------- | ------- | -------- |
| Maryam Hassani | Skeet       | 112       | 24.       | kiesett | kiesett  |

## Úszás
Férfi
| Versenyző     | Versenyszám    | Előfutam | Előfutam | Előfutam | Elődöntő | Elődöntő | Elődöntő | Döntő   | Döntő    |
| Versenyző     | Versenyszám    | Idő      | Hely.    | Össz.    | Idő      | Hely.    | Össz.    | Idő     | Helyezés |
| ------------- | -------------- | -------- | -------- | -------- | -------- | -------- | -------- | ------- | -------- |
| Abdulla Ahmed | 100 m pillangó | kizárták | kizárták | kizárták | kiesett  | kiesett  | kiesett  | kiesett | kiesett  |

Női
| Versenyző           | Versenyszám | Előfutam | Előfutam | Előfutam | Elődöntő | Elődöntő | Elődöntő | Döntő   | Döntő    |
| Versenyző           | Versenyszám | Idő      | Hely.    | Össz.    | Idő      | Hely.    | Össz.    | Idő     | Helyezés |
| ------------------- | ----------- | -------- | -------- | -------- | -------- | -------- | -------- | ------- | -------- |
| Noor Yussuf Abdulla | 50 m gyors  | 28,87    | 5.       | 60.      | kiesett  | kiesett  | kiesett  | kiesett | kiesett  |